# Caiçara Esporte Clube
Il Caiçara Esporte Clube, noto anche semplicemente come Caiçara, è una società calcistica brasiliana con sede nella città di Campo Maior, nello stato del Piauí.

## Storia
Il club è stato fondato il 27 febbraio 1954 da parte dei dipendenti della società Casa Morais ed ex tifosi di un altro club della città. Il Caiçara ha vinto il Campeonato Piauiense Segunda Divisão nel 1963. Il club è stato finalista del Campionato Piauiense nel 1963 e nel 1990, e ha partecipato alla Coppa del Brasile nel 1991, dove è stato eliminato ai sedicesimi di finale dall'Atlético Mineiro. Diventando il primo club dello stato del Piauí a partecipare a una competizione nazionale.

## Palmarès

### Competizioni statali
- Campeonato Piauiense Segunda Divisão: 1

1963